# Kutina (rijeka)
Kutina ili Kutinica hrvatska je rijeka u Sisačko-moslavačkoj županiji i lijeva pritoka Save. Izvire ispod Moslavačke gore, kod Čaira. Duga je 29,6 km. Protječe kroz Kutinu, koja je dobila ime po rijeci.
Prolazi kroz sljedeća naselja: Čaire, Katoličke Čaire, Brinjani, Kutinska Slatina, Šartovac, Kutina.
Pri kraju se ulijeva u kanal koji je spaja s Ilovom te Lonjom i Trebežom u Lonjskom polju, blizu sela Trebeža.